# Torsten Storgårds
Torsten Johannes Storgårds, född 29 januari 1908 i Hangö, död 9 december 1993 i Stockholm, var en finländsk livsmedelsforskare.
Storgårds var son till domprosten Gustaf Storgårds och Hulda Josefina Filén. Han avlade agronomie och forstdoktorsexamen 1934. Han var 1940–1944 docent och 1944–1953 extra ordinarie professor i mejerilära vid Helsingfors universitet. Han flyttade 1951 till Sverige, där han fram till 1966 var chef för Mjölkcentralens centrallaboratorium i Stockholm; forskningschef vid köttforskningsinstitutet i Kävlinge 1966–1974. Han undersökte bland annat arombildningen i smör, klarlade äggviteämnenas nedbrytning i ost och bedrev en omfattande forskning rörande kärnmjölksprodukter. 

## Utmärkelser
- Riddare av Vasaorden, 6 juni 1970.[2]